# Irene Morales
Irene Morales Infante (Santiago, 1 de abril de 1865 – Santiago, 25 de agosto de 1890) foi uma soldado chilena que serviu na Guerra do Pacífico. Nasceu em um bairro de Santiago e viveu na pobreza por toda a vida, trabalhando como costureira desde tenra idade. Na época em que a Guerra do Pacífico começou, ela tinha apenas 13 anos e era órfã e viúva duas vezes. Seu segundo marido foi executado pelas forças armadas bolivianas por matar um soldado. Ela tentou se passar por homem e se alistar como soldado no exército chileno. Não conseguiu, mas recebeu uma posição como cantinheira não oficial e enfermeira militar, marchando ao lado dos soldados da infantaria para vender comida e bebida e cuidando dos feridos após as batalhas.
Apesar de ter um papel não combatente, ela lutou ao lado dos homens de sua unidade nas batalhas da Campanha Tarapacá no final de 1879, em Pisagua e São Francisco. Sua coragem nessas batalhas e seu cuidado com os homens feridos chamaram a atenção do comandante em chefe chileno Manuel Baquedano, que lhe deu reconhecimento oficial e o posto de sargento. Ela continuou a servir no exército durante a guerra e foi famosa por ser corajosa na Batalha de Tacna em 1880. Após a guerra, ela voltou à vida civil e morreu na obscuridade, com apenas 25 anos. Agora considerada uma dos maiores heróis do Chile na guerra, seu serviço só se tornou amplamente conhecido após sua morte.

## Primeiros anos
Morales nasceu em 1 de abril de 1865 em La Chimba, um bairro no rio Mapocho, em Santiago do Chile, filha do carpinteiro Ventura Morales e Marta Infante. Seu pai morreu quando ela era jovem, e ela se mudou com sua mãe para Valparaíso. Lá, ela começou a aprender o ofício de sua mãe como costureira, até que sua mãe a casou com um homem mais velho em 1877, aos 11 anos. Seu marido morreu durante o primeiro ano de seu casamento e sua mãe morreu na mesma época.
Deixado sem família, Morales seguiu para Antofagasta, então uma cidade portuária na Bolívia que estava crescendo devido às minas de nitrato na área. Ela viajou para lá como passageira da terceira classe, com uma passagem comprada vendendo quase todos os seus pertences. Enquanto trabalhava lá, conheceu Santiago Pizarro, um chileno de 30 anos que ganhava a vida em uma banda militar boliviana e se casou com ele em meados de 1878, com 13 anos. Ele foi julgado e executado em 21 de setembro daquele ano por matar um soldado boliviano em uma briga de bêbados. Ela encontrou o corpo dele jogado ao lado dos trilhos da ferrovia e tirou um anel de ouro do dedo dele, que ela usou pelo resto da vida. A execução de Pizarro foi amplamente protestada pela população chilena de Antofagasta, que se ressentia do que era visto como um governo boliviano injusto.